# Réserve nationale de Chevtchenko
La réserve nationale de Chevtchenko (en ukrainien : Шевченківський національний заповідник) est un réserve nationale près de Kaniv en Ukraine.
Elle est célèbre pour contenir la tombe du poète ukrainien Taras Chevtchenko et un musée dédié à sa mémoire.
La superficie totale de la réserve est de 45 hectares, la réserve borde la réserve naturelle de Kaniv.
La réserve est soumise sur la liste indicative du patrimoine mondial et de monument national ukrainien.

## En images

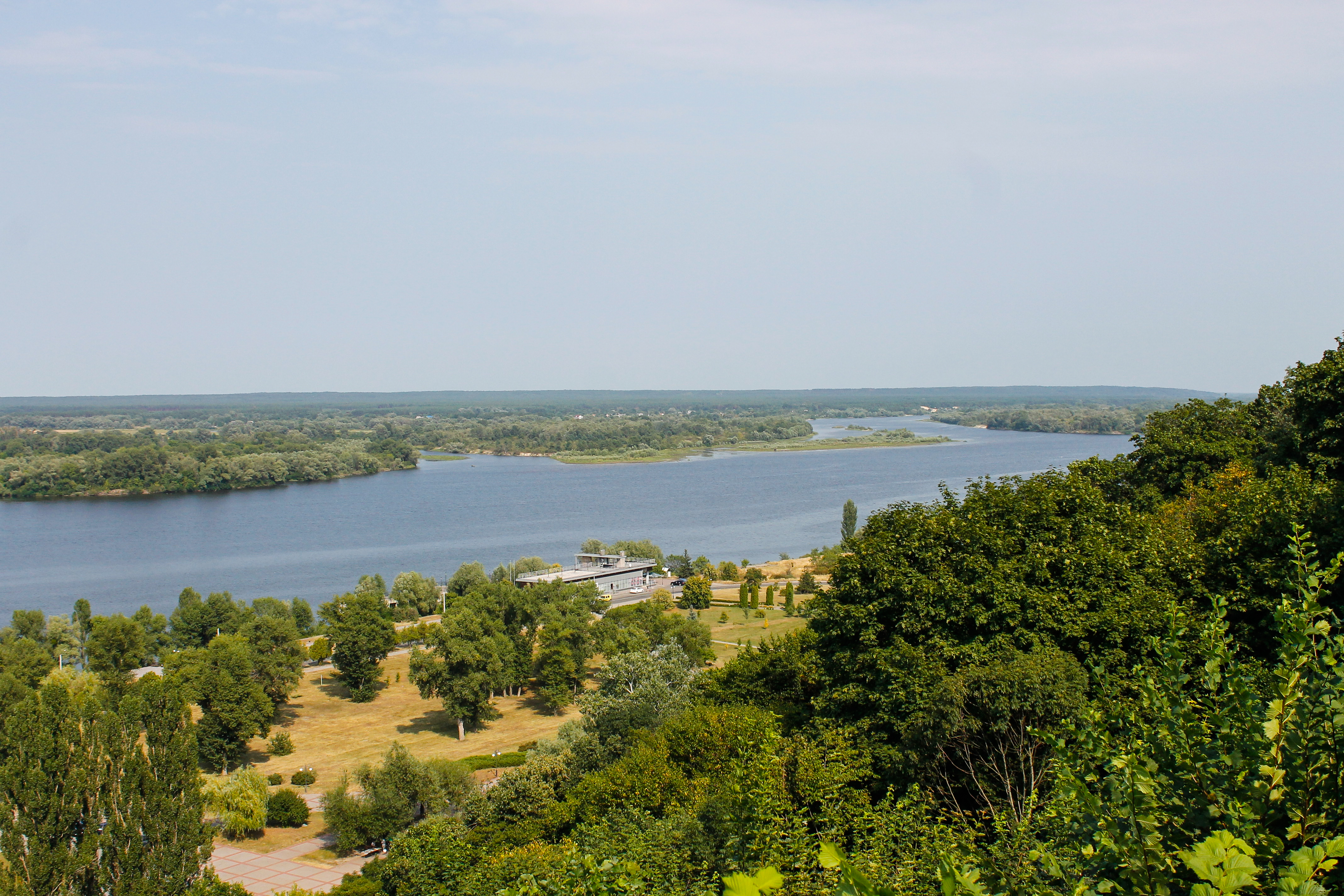
Musée depuis la colline,
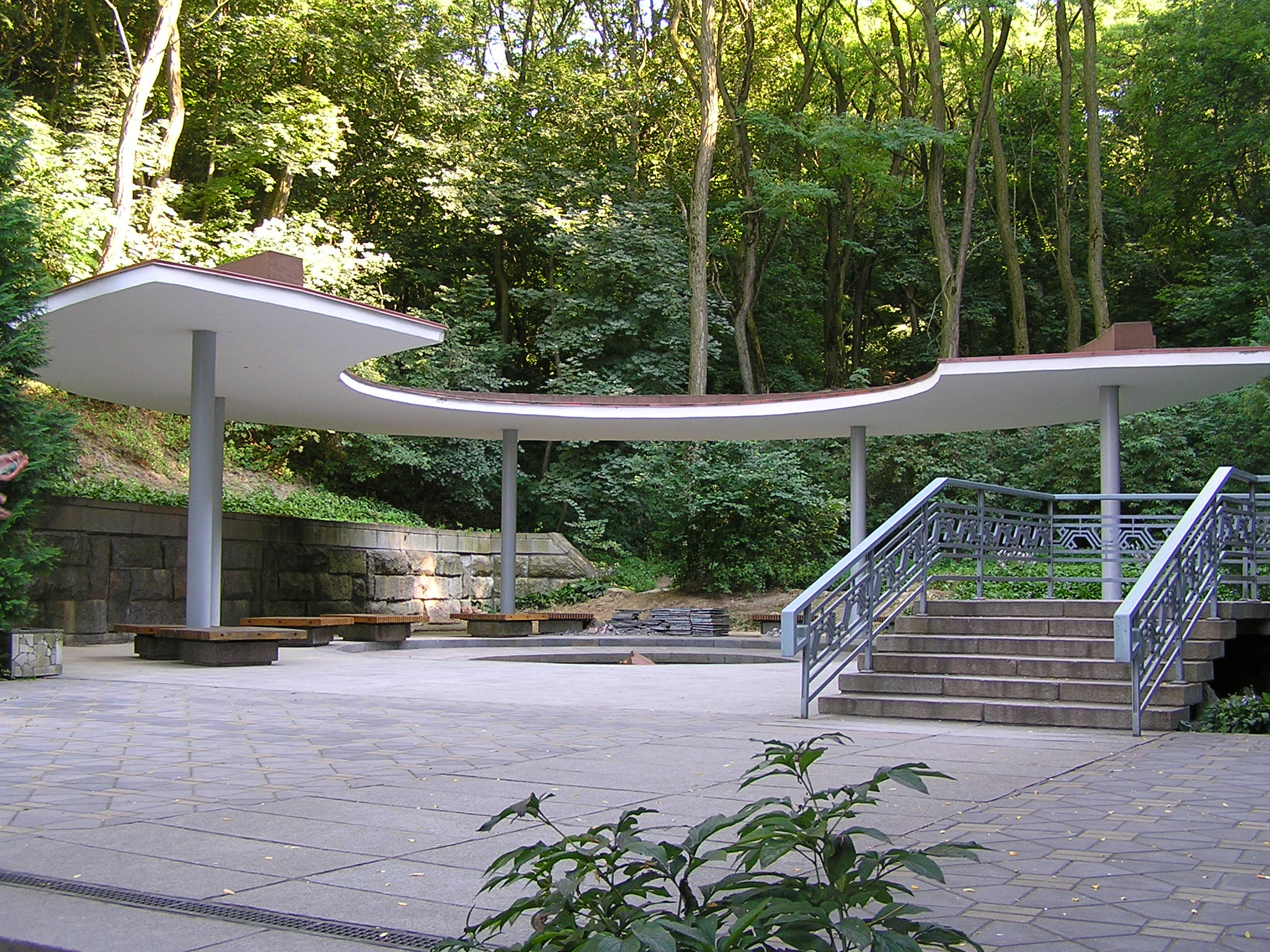
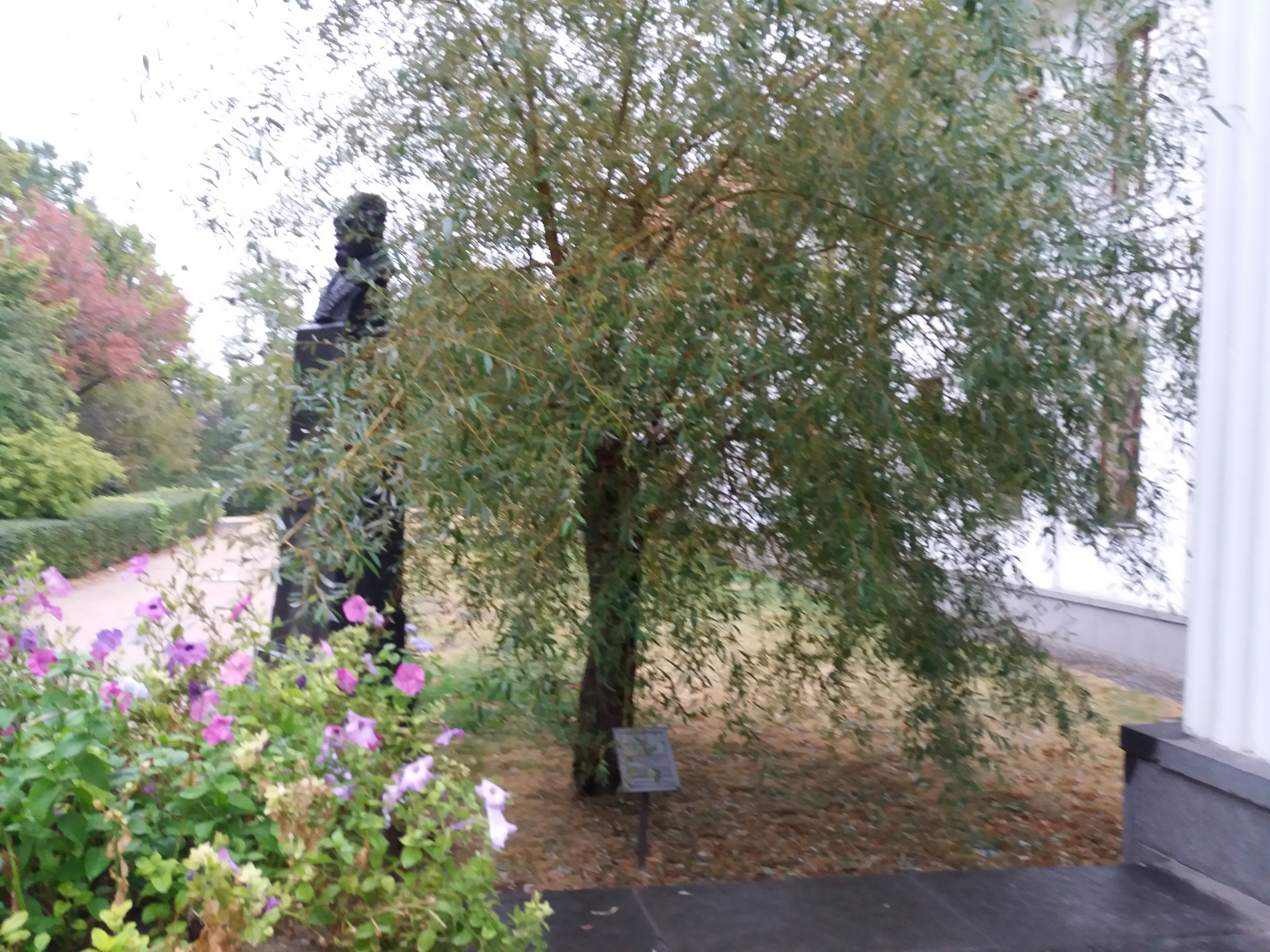
arbre classé[3],
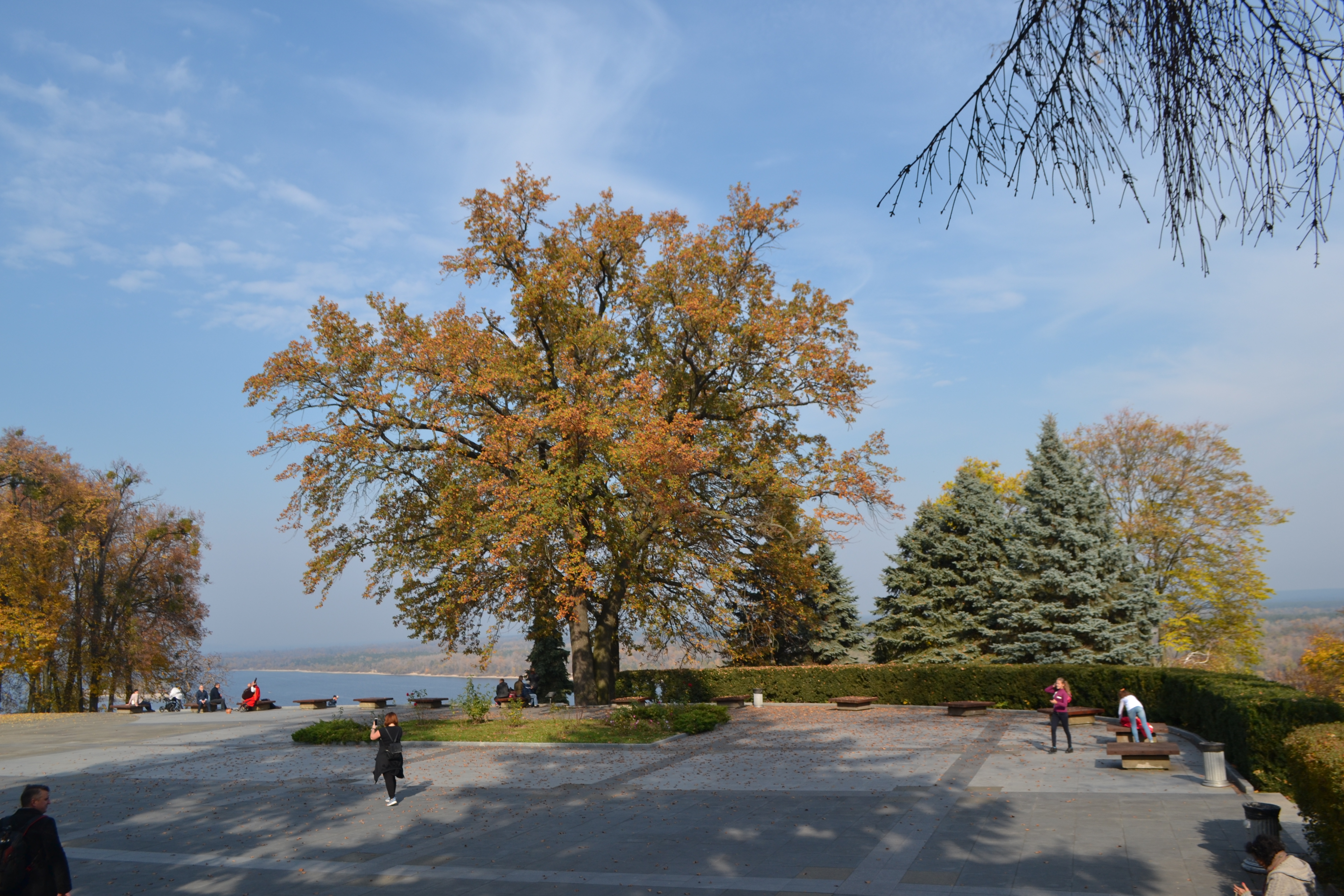
chêne classé[4],
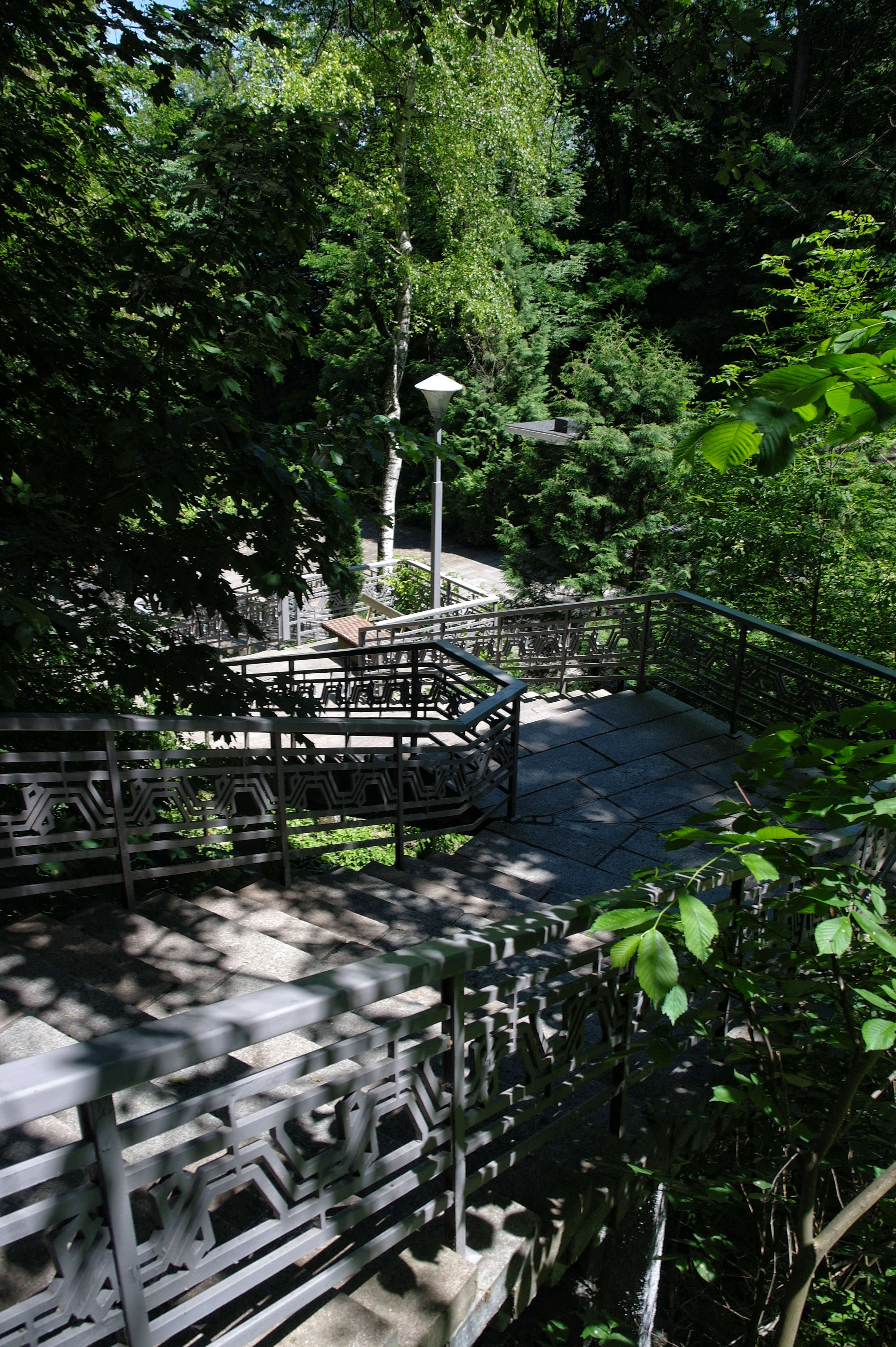
l'escalier classé[5].